# Gieorgij Połuektow
Gieorgij Wasiljewicz Połuektow (ros. Георгий Васильевич Полуэктов, ur. 6 kwietnia?/19 kwietnia 1904 we wsi Nakapołowo w obwodzie moskiewskim, zm. 6 kwietnia 1982 w Moskwie) – radziecki generał pułkownik artylerii, Bohater Związku Radzieckiego (1945).

## Życiorys
Urodził się w rodzinie chłopskiej. Miał wykształcenie podstawowe, od 1922 służył w Armii Czerwonej, w 1924 skończył moskiewską szkołę piechoty, był dowódcą plutonu, baterii, szefem sztabu i dowódcą dywizjonu artylerii w Odeskim Okręgu Wojskowym. Od 1926 należał do WKP(b), w 1937 ukończył Wojskową Akademię Artyleryjską im. Dzierżyńskiego i został dowódcą pułku artylerii i następnie szefem artylerii 156 Dywizji Piechoty na Krymie. Od czerwca 1941 walczył w wojnie z Niemcami w składzie 51 Armii, potem 66 Armii i 5 Armii Gwardii kolejno na Froncie Kaukaskim, Krymskim, Stalingradzkim, Dońskim, Woroneskim, Stepowym, 2 i 1 Ukraińskim. Uczestniczył w obronie Półwyspu Kerczeńskiego, kerczeńskiej operacji desantowej, bitwie pod Stalingradem, Kurskiem, operacji biełgorodzko-charkowskiej, wyzwoleniu Połtawy, Krzemieńczuka, forsowaniu Dniepru, wyzwoleniu Aleksandrii, Znamienki i Kirowohradu, operacji korsuń-szewczenkowskiej, forsowaniu Bugu i Dniestru, wyzwoleniu Nowoukrajinki i Perwomajska, walkach na przyczółku sandomierskim, operacji wiślańsko-odrzańskiej, wyzwoleniu Częstochowy, Kluczborka, Oławy, Brzegu, forsowaniu Nidy, Pilicy i Odry i operacji berlińskiej i praskiej, był ranny. Wyróżnił się podczas operacji wiślańsko-odrzańskiej i dolnośląskiej zimą 1945, gdy ogniem artyleryjskim ubezpieczał przełamanie niemieckiej obrony w rejonie Stopnicy i Buska-Zdroju i forsowanie Nidy, Pilicy (w rejonie Częstochowy), Odry i uchwycenie przyczółka. Po ukończeniu w 1947 kursów został dowódcą artylerii Zakaukaskiego Okręgu Wojskowego, 1948-1950 był zastępcą naczelnika, potem naczelnikiem Akademii Artyleryjskiej im. Dzierżyńskiego, 1953-1961 służył w obronie przeciwlotniczej m.in. jako zastępca dowódcy wojsk obrony przeciwlotniczej kraju, potem zakończył służbę wojskową.

## Awanse
- generał major artylerii (29 stycznia 1943)
- generał porucznik artylerii (27 czerwca 1945)
- generał pułkownik artylerii (18 lutego 1958)

## Odznaczenia
- Złota Gwiazda Bohatera Związku Radzieckiego (29 maja 1945)
- Order Lenina (dwukrotnie – 29 maja 1945 i 6 listopada 1947)
- Order Czerwonego Sztandaru (czterokrotnie – 24 stycznia 1943, 27 sierpnia 1943, 3 listopada 1944 i 20 kwietnia 1953)
- Order Kutuzowa I klasy (6 kwietnia 1945)
- Order Suworowa II klasy (22 lutego 1944)
- Order Kutuzowa I klasy (23 września 1944)
- Medal „Za zwycięstwo nad Niemcami w Wielkiej Wojnie Ojczyźnianej 1941–1945”
- Medal „Za obronę Stalingradu”
- Medal „Za obronę Kaukazu”
- Medal „Za wyzwolenie Pragi”
- Medal „Weteran Sił Zbrojnych ZSRR”
- Oficer Legii Zasługi (Stany Zjednoczone)
- Czechosłowacki Wojskowy Order Lwa Białego „Za zwycięstwo” (Czechosłowacja)
- Krzyż Wojenny Czechosłowacki 1939 (Czechosłowacja)
- Order Krzyża Grunwaldu (Polska Ludowa)
- Medal Zwycięstwa i Wolności 1945 (Polska Ludowa)
- Medal za Odrę, Nysę, Bałtyk (Polska Ludowa)